# 島根県道222号川本停車場線
島根県道222号川本停車場線（しまねけんどう222ごう かわもとていしゃじょうせん）は、島根県邑智郡川本町を通る一般県道である。

## 概要
旧JR西日本三江線 石見川本駅から島根県道31号仁摩邑南線交点に至る。

### 路線データ
- 起点：邑智郡川本町大字川本（旧JR西日本三江線 石見川本駅前）
- 終点：邑智郡川本町大字川本（島根県道31号仁摩邑南線交点）

## 地理

### 通過する自治体
- 邑智郡川本町

### 交差する道路
| 交差する道路                                       | 交差する場所 | 交差する場所 |
| -------------------------------------------------- | ------------ | ------------ |
| 島根県道31号仁摩邑南線 島根県道40号川本波多線 重複 | 大字川本     | 終点         |

### 沿線
- 旧JR西日本三江線 石見川本駅跡地